# Кафяв дългоух прилеп
Кафявият дългоух прилеп (Plecotus auritus) е вид дребни бозайници от семейство Гладконоси прилепи (Vespertilionidae). Разпространен е в северните части на Евразия от Полярния кръг на север до Средиземно море и Непал на юг и от Англия на запад до Япония на изток. В България се среща само във високите планини при надморска височина над 1100 m.
Много сходен е със сивия дългоух прилеп (Plecotus austriacus), с който дълго време са смятани за един вид. Дължината на главата и тялото на кафявия дългоух прилеп е 41 – 51 mm, размахът на крилата – 260 – 380 mm, масата – 6 – 14 g. Ушите му са дълги 31 – 43 mm, а опашката – 37 – 55 mm. По гърба цветът му е сивокафяв, по корема – сивожълтеникав с кафяв оттенък, по летателните мембрани – кафеникав, а по лицето – светлокафяв.
В южните части на ареала си кафявият дългоух прилеп се среща само в планините, но на север обитава гори, скалисти местности и дори селища. През лятото живее в хралупи и скални пукнатини, а през зимата – в пещери с температура малко над 0 °C. При полет кафявият дългоух прилеп се ориентира чрез ехолокация, като излъчва стръмни честотномодулирани сигнали с честота 30 – 40 kHz и полегати честоттномодулирани сигнали с честота 18 – 25 kHz. Този вид издава ехолокационни сигнали през устата и носа. Улавя плячката си, главно насекоми, в полет или по повърхността на листата.